# محمد کمال اسماعیل
محمد کمال اسماعیل (۱۳ سپتامبر ۱۹۰۸ - ۲ آبان ۲۰۰۸) معمار مصری بود که درتوسعه مساجد مصر و همچنین مسجدالحرام و مسجدالنبی مشارکت داشت. ملک فهد، پادشاه درگذشته عربستان سعودی به او مسئولیت نظارت بر گسترش مسجدالحرام در مکه و مسجدالنبی در مدینه را داد.
از دیگر اقدامات وی طراحی میدان التحریر در قاهره بود.

## گسترش مسجدالحرام
محمد کمال تا آن هنگام کم‌سن‌ترین دانش‌آموز مصری بود که از دبیرستان فارغ‌التحصیل و جوان‌ترین دانش‌آموخته دانشکده سلطنتی مهندسی بود. سپس به اروپا رفت تا در زمینه معماری اسلامی تحصیل کند. او فردی مومن با سبک زندگی خاصی بود و بیشتر وقت خود را صرف عبادت می‌کرد. او بیشتر عمر خود را صرف بناهای اسلامی کرد. با وجود گرمای بسیار شدید در عربستان، کف مسجدالحرام همیشه خنک است. علت آن، گونه نادری از مرمر سفید است که در یونان یافت می‌شود. کمال برای تهیه این سنگ شخصا به یونان سفر کرد. با وجود تلاش ملک فهد و شرکت سعودی بن لادن برای پرداخت دستمزد، او هیچ پولی برای طراحی مهندسی و نظارت بر ساخت این بناها دریافت نکرد.

## زندگی شخصی
محمد کمال اسماعیل در ۴۴ سالگی ازدواج کرد و صاحب یک پسر شد.